# Gorcy
Gorcy es una comuna francesa situada en el departamento de Meurthe y Mosela, en la región de Gran Este.

## Demografía
| 2228 | 2364 | 2686 | 2473 | 2168 | 2130 | 2817 |
| Para los censos de 1962 a 1999 la población legal corresponde a la población sin duplicidades (Fuente: INSEE [Consultar]) |      |      |      |      |      |      |